# Konvergensradie
Konvergensradien för en potensserie är radien för den största cirkelskiva för vilken serien är konvergent. Den är endera ett icke-negativt reellt tal eller ∞. När radien är positiv är potensserien absolutkonvergent innanför den öppna cirkelskivan bestämd av konvergensradien och divergent utanför denna radie.

## Definition
För en potensserie ƒ definierad som
{\displaystyle f(z)=\sum _{n=0}^{\infty }c_{n}(z-a)^{n},}
där
a är en  komplex konstant, positionen av konvergensskivans medelpunkt,
cn är den nte komplexa koefficienten, och
z är en komplex variabel
Konvergensradien r är ett icke-negativt reellt tal eller = ∞ sådant att serien konvergerar om
{\displaystyle |z-a|<r}
och divergerar om
{\displaystyle |z-a|>r}
I enlighet med denna definition gäller
{\displaystyle r=\sup \left\{|z-a|\ \left|\ \sum _{n=0}^{\infty }c_{n}(z-a)^{n}\ {\text{ konvergerar }}\right.\right\}}
Med andra ord, serien konvergerar om z är tillräckligt nära centrum och divergerar om z är tillräckligt avlägset. Konvergensradien anger vad som är tillräckligt nära. På gränsen, det vill säga där |z − a| = r, kan potensserien uppvisa ett komplicerat beteende och konvergera för vissa värden av z och divergera för andra. Konvergensradien sägs vara oändlig om serien konvergerar för alla z.

## Beräkning av konvergensradie

### Vanliga konvergenskriterier

#### Cauchys rotkriterium
Om serien {\displaystyle \sum _{k=1}^{\infty }a_{k}} har egenskapen att {\displaystyle |a_{k}|^{\frac {1}{k}}\rightarrow A} då {\displaystyle k\rightarrow \infty } där, {\displaystyle 0\leq A\leq \infty },
är serien absolutkonvergent om 0 < A < 1 och divergent om 1 < A ≤ ∞.

#### d'Alemberts kvotkriterium
Om serien {\displaystyle \sum _{k=1}^{\infty }a_{k}} har nollskilda termer och {\displaystyle {\frac {|a_{k+1}|}{|a_{k}|}}\rightarrow A} då {\displaystyle k\rightarrow \infty } där {\displaystyle 0\leq A\leq \infty },
är serien absolutkonvergent om 0 < A < 1 och divergent om 1 < A ≤ ∞.

### Exempel 1
Bestäm konvergensradien och för vilka värden potensserien 
{\displaystyle \sum _{k=1}^{\infty }{\frac {x^{k}}{\sqrt {k}}}}
konvergerar. Om
{\displaystyle a_{k}={\frac {x^{k}}{\sqrt {k}}}}
så gäller för alla nollskilda x att
{\displaystyle {\frac {|a_{k+1}|}{|a_{k}|}}={\frac {|x|^{k+1}}{\sqrt {k+1}}}{\frac {\sqrt {k}}{|x|^{k}}}={\sqrt {\cfrac {k}{k+1}}}|x|\rightarrow |x|;\quad k\rightarrow \infty }
Enligt d'Alemberts kvotkriterium är serien absolutkonvergent om |x| < 1 och divergent om |x| > 1 (således är konvergensradien 1). Återstår fallet då |x| är lika med konvergensradien, det vill säga då x = ±1: för x = 1 blir serien
{\displaystyle \sum _{k=1}^{\infty }{\frac {1}{\sqrt {k}}}}
som är divergent. Om x = -1 blir serien
{\displaystyle \sum _{k=1}^{\infty }{\frac {(-1)^{k}}{\sqrt {k}}}}
som är konvergent enligt Leibniz' konvergenskriterium.

### Exempel 2
Bestäm konvergensradien för serien
{\displaystyle \sum _{n=1}^{\infty }{\frac {x^{n}}{n^{n}}}}
{\displaystyle a_{n}={\frac {x^{n}}{n^{n}}}\quad \Rightarrow \quad |a_{n}|^{1/n}={\frac {|x|}{n}}\rightarrow 0;\quad n\rightarrow \infty }
för alla x och enligt Cauchys rotkriterium är serien absolutkonvergent med konvergensradien ∞.